# Dactylochelifer nubicus
Dactylochelifer nubicus är en spindeldjursart som beskrevs av Beier 1962. Dactylochelifer nubicus ingår i släktet Dactylochelifer och familjen tvåögonklokrypare. Inga underarter finns listade i Catalogue of Life.